# Cystofilobasidium ferigula
Cystofilobasidium ferigula är en svampart som beskrevs av J.P. Samp., Gadanho & R. Bauer 2001. Cystofilobasidium ferigula ingår i släktet Cystofilobasidium och familjen Cyfstofilobasidiaceae.   Inga underarter finns listade i Catalogue of Life.